# Échangeur d'Heverlee
L'échangeur d'Heverlee est un échangeur de Belgique entre l'A2 (E314) et l'A3 (E40). Cet échangeur était prévu au départ pour pouvoir être utilisé comme un échangeur de type “trèfle”, avec le prolongement de l'A2 en direction de Wavre.